# ダニエル・デュクロス
ダニエル・デュクロス（Danielle DuClos、1974年9月29日 - ）はアメリカ合衆国の歌手、女優。

## 来歴・人物
FORD Modelとしては3歳から起用され、6歳から歌手、舞台及び映画女優として活動し、ロックとジャズの歌手としてスタジオ54とcircuit of notable venues in New York Cityでは7歳から多くのイベントに出演している。15歳でブロードウェイドラマデスク賞候補に選ばれる。
プレ・ブロードウェイでの”マリリンーアメリカの伝説”（原題:Marilyn: An American Fable）でノーマ・ジーンを演じた。その他、JFKスタジアムで開催されたライブ・エイドの出演などもある。

## 主な出演作品
| 公開年 | 邦題 原題                                 | 役名                   | 備考                             |
| ------ | ----------------------------------------- | ---------------------- | -------------------------------- |
| 1981   | Evening Magazine                          | 本人出演               | テレビシリーズ                   |
| 1982   | The Children's Story                      | 生徒                   |                                  |
| 1983   | 揺りかごが落ちる The Cradle Will Fall     | リトルキャシー         |                                  |
| 1985   | As the World Turns                        | ステイシー・フォレスト | テレビシリーズ                   |
| 1987   | Showtime at the Apollo                    |                        | テレビシリーズ、歌手として出演。 |
| 1987   | The Comic Strip                           |                        | テレビシリーズ、声優として出演。 |
| 1988   | Zits                                      | デンバー・デック       |                                  |
| 1988   | ミッドナイト・ラン Midnight Run           | デニス・ウォルシュ     |                                  |
| 1989   | Signs of Life                             | ジェーン・アルダー     |                                  |
| 1991   | ワン・ライフ・トゥ・リヴ One Life to Live | リサ・ポーター         |                                  |
| 2004   | Boutique                                  | （女性役）             | ショート                         |